# Anachis diminuta
Anachis diminuta är en snäckart som först beskrevs av C. B. Adams 1852.  Anachis diminuta ingår i släktet Anachis och familjen Columbellidae. Inga underarter finns listade i Catalogue of Life.